# いつかまた逢える
『いつかまた逢える』（いつかまたあえる）は、1995年7月3日から9月18日まで、フジテレビ系毎週月曜日21:00 ‐ 21:54（JST）の「月9」枠で全12回が放送された日本のテレビドラマ。主演は福山雅治。最終回は、21:03 ‐ 22:24（JST）の拡大放送。キャッチコピーは「あの日からこの夏は始まっていた。」

## 概要
福山雅治の連続ドラマ初主演作であり、当時Wコウジとしての活動が多かった今田耕司のフジテレビ制作のドラマ初出演作でもある。バラエティ番組などで、今田がドラマ出演していたことに関する話題が放送される際は、本作の映像と共に紹介される事が多い。
オープニングの映像が、1991年にフジテレビで制作された『東京ラブストーリー』に酷似していると本放送時に話題になった。
1995年にフジテレビ出版から単行本が刊行された。
映像ソフトとしてアミューズビデオより、1996年1月26日にVHSソフト（全4巻）が発売、2010年3月26日にDVD-BOXが発売された。
また本作の本放送時、プロデューサーの大多亮は、本作をもってドラマプロデュース職から離れる事を表明した。大多は本作の制作終了後、2004年にプロデューサー職に復帰し『プライド』など2004年1月期以降の月9作品を担当するまで、テレビドラマのプロデュースを行っていない。

## ストーリー
小さな編集プロダクションに勤める紺野伸一（福山雅治）は、島根県立平田西高校時代の同級生、荒木（椎名桔平）と乾三（今田耕司）とは上京してからも仲が良かった。1995年6月26日の夜、紺野は荒木の代理として見合いを断りに行くことになる。そこに現れた派手ないでたちの女は、高校の2学年後輩で、紺野がかつて密かに想いを寄せていた城崎つゆ美（桜井幸子）であった。しかし、見合いは逆に断られ、満足に話もできないまま別れてしまう。その後、東京支部の同窓会でつゆ美と再会するが、つゆ美が荒木を目で追っていることに気がつく。一方、乾三は高校時代とはすっかり見違えてしまった純子（大塚寧々）に猛アタックを開始する。そして、つゆ美の荒木への想いを知ってしまった紺野は、つゆ美の恋を応援することを決意するのだった。東京で再会した同郷の男女5人の想いが、切なくすれ違っていくラブストーリー。

## 登場人物
紺野 伸一（こんの しんいち）
演 - 福山雅治
小さな編集プロダクションの編集部（後に副編集長に昇格）に勤務する島根県出身の26歳（1995年度で27歳）。高校時代は剣道部に所属し、2年後輩のつゆ美に密かに想いを寄せていた。高校時代、転校してきたばかりの荒木に積極的に話しかけるなど、心優しい性格である。つゆ美の荒木に対する想いを知ると、つゆ美の恋を応援してしまう。つゆ美への想いを断ち切るために純子と付き合い始めるが、荒木に振り回されるつゆ美を放っておけず、そのうちに自分の気持ちを抑えられなくなる。
城崎 つゆ美（きのさき つゆみ）
演  - 桜井幸子
大手タイヤメーカーの広報に勤める。高校時代はテニス部で、2年先輩の荒木に片想いをしており、荒木に会いたくて同窓会にやってくる。荒木に想いを伝え、付き合い始めるが、荒木の言動に不安を募らせる。一人暮らしを始めたばかりで、近所に住んでいる紺野とは何でも話せる仲になるが、紺野のことは兄のような存在だと思っている。
中田 乾三（なかた かんぞう）
演  - 今田耕司
紺野とは幼なじみの同級生で、高校時代は紺野と同じ剣道部に所属。5回目の転職で中堅の紳士服販売店に勤める。大阪芸術大学を卒業しており、関西弁である。純子を振り向かせるために、一度はあきらめていた漫画家になる夢を追いかけ始める。純子との恋が破れると、明美の献身的な愛に気づき、改めて明美のために漫画家を目指す。
今中 純子（いまなか じゅんこ）
演  - 大塚寧々
中堅のラジオ局のアシスタントディレクター。高校時代は学級委員長で同窓会の連絡係となり、乾三に連絡をする。眼鏡に三つ編みだった高校時代とは見違えるほどの美人になっている。プライドが高く、それが災いして仕事がうまくいかない。仕事の愚痴を紺野にこぼすうちに、紺野に好意を持つようになる。
荒木 勝利（あらき かつとし）
演  - 椎名桔平
海外を飛び回る大手総合商社のエリート社員。高校時代は剣道部主将を務めた。つゆ美の気持ちを知りつつ、つゆ美と同じ会社の先輩の恵子との関係も続ける。部長から開発プロジェクトで発生した事故の責任をとらされ経理部に左遷され、自暴自棄になって会社を辞める（後に小さな会社の営業職に転職）。つゆ美に拠り所を求めるが、その時にはつゆ美の気持ちは紺野に向きつつあった。
山科 明美（やましな あけみ）
演  - 西田尚美
乾三の同僚で、会社の慰安旅行以来、乾三と付き合っている。純子が現れてからは乾三に邪険に扱われるが、乾三に愛情をぶつけ続ける。乾三が純子への想いを断ち切ると、故郷の青森に帰り、一転して待つ女になる。
森下 美智子（もりした みちこ）
演  - 小林千香子
つゆ美の会社の同僚。
川上 忍（かわかみ しのぶ）
演  - 吉田真由子
紺野の会社に新しく入ったアルバイトの編集アシスタント。
岡野 渉（おかの わたる）
演 - 春田純一
純子の元恋人。純子と別れてからも彼女からの相談に親身に乗っている。
園田 萌絵（そのだ もえ）
演 - 笹峰愛
純子がディレクターを務めることになるラジオ番組のパーソナリティ。
山崎 秀則（やまさき ひでのり）
演 - 大杉漣
紺野 一朗（こんの いちろう）
演 - 河原崎長一郎
紺野の父。
大沢 恵子（おおさわ けいこ）
演  - 高島礼子
荒木が見合いをするはずだった相手。荒木とは割り切った大人の関係になる。つゆ美の会社の先輩でもあり、つゆ美の気持ちをもてあそぶ言動を繰り返す。
河野 孝一郎（かわの こういちろう）
演  - 沖田浩之
純子の上司で、ラジオ局のプロデューサー。純子には厳しく接し、時には嫌味も言うが、純子をディレクターに抜擢する。
井原 敏行（いはら ひろゆき）
演  - 三ツ木清隆
紺野が勤める会社の編集長。紺野の実力を買っており、副編集長にと望んでいる。終盤はプライベートについてもよき相談相手になっていく。
その他のキャスト
丸山浩之、光宗美緒、二瓶鮫一、岡安泰樹、六浦誠、キムラ緑子、川野良子（フジテレビアナウンサー、放送当時はニッポン放送アナウンサー。） 、垣花正（フリーアナウンサー、放送当時はニッポン放送アナウンサー。）

## スタッフ
- 脚本 - 水橋文美江
- 演出 - 永山耕三、澤田鎌作、中江功
- 音楽 - 日向敏文
- 主題歌 - サザンオールスターズ 「あなただけを 〜Summer Heartbreak〜」（タイシタレーベル）
- プロデュース - 大多亮、小岩井宏悦
- 制作 - フジテレビ第一制作部

## 受賞歴
- 第6回ザテレビジョンドラマアカデミー賞[1]
  - 助演男優賞（今田耕司）
  - 助演女優賞（大塚寧々）

## 放送日程
| 各話                                              | 放送日        | サブタイトル     | 演出     | 視聴率 | 備考     |
| ------------------------------------------------- | ------------- | ---------------- | -------- | ------ | -------- |
| 第1話                                             | 1995年7月3日  | 忘れていた想い   | 永山耕三 | 21.6%  |          |
| 第2話                                             | 1995年7月10日 | それが恋の始まり | 永山耕三 | 21.1%  |          |
| 第3話                                             | 1995年7月17日 | 思いがけない告白 | 永山耕三 | 22.9%  |          |
| 第4話                                             | 1995年7月24日 | 君を忘れるために | 澤田鎌作 | 20.3%  |          |
| 第5話                                             | 1995年7月31日 | ずっと好きだった | 中江功   | 19.0%  |          |
| 第6話                                             | 1995年8月7日  | 想い出にさよなら | 中江功   | 19.1%  |          |
| 第7話                                             | 1995年8月14日 | 遅れてきた恋人   | 永山耕三 | 18.5%  |          |
| 第8話                                             | 1995年8月21日 | 俺の叫びを聞け!  | 中江功   | 20.8%  |          |
| 第9話                                             | 1995年8月28日 | 君だけにこの歌を | 中江功   | 20.2%  |          |
| 第10話                                            | 1995年9月4日  | 誰にも渡さない!  | 永山耕三 | 21.1%  |          |
| 第11話                                            | 1995年9月11日 | 君を信じたい!    | 中江功   | 21.2%  |          |
| 最終話                                            | 1995年9月18日 | あなただけを     | 永山耕三 | 21.6%  | 27分拡大 |
| 平均視聴率20.7%（関東地区、ビデオリサーチ社調べ） |               |                  |          |        |          |